# Província de Hohenzollern
A Província de Hohenzollern (em alemão: Provinz Hohenzollern ) ou Hohenzollernsche Lande (terras de Hohenzollern) foi um província do Reino da Prússia. Foi criado em 1850, juntando os principados de Hohenzollern-Sigmaringen e Hohenzollern-Hechingen, ambos governados por governantes católicos de linhagem da Casa de Hohenzollern terem entregado sua soberania para a Prússia, governada pelo ramo protestante dos Hohenzollern. Ele usou o mesmo brasão como o principal da casa reinante.
Hohenzollern consistia de um único distrito, o Regierungsbezirk Sigmaringen, a capital foi Sigmaringen. O último censo registrou 74.151 habitantes em 1939. Enquanto Hohenzollern gozava de todos os direitos de uma província de pleno direito da Prússia, incluindo a representação no parlamento prussiano, seus assuntos militares eram governados pela Província do Reno. O Regierungsbezirk Sigmaringen foi subdividido em sete Oberamtsbezirke, embora apenas quatro deles permaneceram por volta de 1925, quando foram fundidos e re-dividida como dois novos Kreise.
Em 1946, a administração militar francesa tornou uma parte do estado de Württemberg-Hohenzollern. Hohenzollern tem sido parte do  estado federal alemão de Baden-Württemberg desde 1952.
Depois das reformas regionais, em 1973, as fronteiras Hohenzollern foram finalmente delimitadas, com a região agora pertencentes aos distritos de Sigmaringen e Zollernalbkreis, que também contêm terra que não era um território anteriormente Hohenzollern.

## Lista de Regierungspräsidenten
Os Regierungspräsidenten são os presidentes de governos locais na Alemanha. Na Província de Hohenzollern, eles tinham os poderes de um Oberpräsident.
| Nome                                 | Inicio | Término |
| ------------------------------------ | ------ | ------- |
| Adolf Karl von Spiegel-Borlinghausen | 1850   | 1851    |
| Anton von Sallwürk                   | 1851   | 1852    |
| Ludwig Viktor von Ginocourt          | 1852   | 1854    |
| Rudolf von Sydow                     | 1854   | 1859    |
| Karl Theodor Seydel                  | 1859   | 1862    |
| Johann Hermann von Graaf             | 1862   | 1863    |
| Robert Ludwig Werner von Blumenthal  | 1864   | 1873    |
| Johann Hermann von Graaf             | 1874   | 1886    |
| Gustav Adolph Frank von Fürstenwerth | 1887   | 1893    |
| Franz Albert Maria von Schwartz      | 1894   | 1898    |
| Karl Friedrich von Oertzen           | 1898   | 1899    |
| Franz von Bühl                       | 1899   | 1919    |
| Emil Belzer                          | 1919   | 1926    |
| Alfons Scherer                       | 1926   | 1931    |
| Heinrich Brand                       | 1931   | 1933    |
| Carl Simons                          | 1933   | 1939    |
| Hermann Darsen                       | 1940   | 1941    |
| Piesbergen                           | 1941   | 1942    |
| Wilhelm Dreher                       | 1942   | 1945    |